# 주키퍼스 와이프
《주키퍼스 와이프》(영어: The Zookeeper's Wife)는 2017년 개봉한 영국과 미국의 드라마 영화이다. 다이앤 애커먼이 쓴 동명의 전기를 원작으로, 나치 독일 점령기 폴란드를 배경으로 바르샤바 동물원 원장 얀 자빈스키와 그 아내 안토니나의 실화를 다루고 있다. 니키 카로가 제작 전반을 지휘했으며, 제시카 채스테인이 안토니나, 요한 헬덴베르흐가 얀을 연기한다.

## 출연진
- 제시카 채스테인 - 안토니나 자빈스카
- 다니엘 브륄 - 루츠 헤크
- 요한 헬덴베르흐 - 얀 자빈스키
- 티모시 래드포드 - 어린 리샤르드 자빈스키
- 에프라트 도르 - 마그다 그로스
- 쉬라 하스 - 우르슐라
- 이도 골드버그 - 마우리시 프랭켈
- 마이클 매켈해튼 - 예지
- 발 마로쿠 - 리샤르드 자빈스키
- 골란 고스틱
- 브라이언 카스피 - 유대인 군인
- 안나 러스트 - 얼룩말 여자